# Mānwat
Mānwat är en ort i Indien.   Den ligger i distriktet Parbhani och delstaten Maharashtra, i den centrala delen av landet, 1 000 km söder om huvudstaden New Delhi. Mānwat ligger 440 meter över havet och antalet invånare är 30 624.
Terrängen runt Mānwat är platt. Runt Mānwat är det ganska tätbefolkat, med 230 invånare per kvadratkilometer. Närmaste större samhälle är Sailu, 18,1 km norr om Mānwat. Trakten runt Mānwat består till största delen av jordbruksmark.